# オークハーバー (ワシントン州)
オークハーバー（英語: Oak Harbor）は、アメリカ合衆国ワシントン州アイランド郡の都市である。人口は2万4622人（2020年）。ホイッドビー島北部に位置している。シアトルとはフェリーで連絡している。

## 地理・気候
北緯48度17分42秒、西経122度39分31秒 (48.295136, -122.658553)に位置している。
アメリカ合衆国統計局によると、総面積23.7 km2 (9.15 mi2) である。このうち23.57 km2 (9.10 mi2) が陸地であり、1.04 km2 (0.4 mi2) が水地である。
- 山:
- 河川:
- その他:

## 人口動態
2000年の国勢調査では、人口19,795人、7,333世帯、5,265家族が暮らしている。人口密度は839.9/km2 (2,175.0/mi2) である。329.8/km2 (854.0/mi2) の平均的な密度に7,772軒の住宅が建っている。この都市の人種的な構成は白人74.93%、アフリカン・アメリカン5.45%、ネイティブ・アメリカン1.22%、アジア9.62%、太平洋諸島系0.77%、その他の人種2.42%、混血5.58%である。この人口の6.61%はヒスパニックまたはラテン系である。
全世帯のうち、18歳未満の子供と同居している世帯が43.4%、夫婦のみの世帯が59.0%、未婚女性の世帯が9.7%であり、28.2%は家族を持たない。個人名義の世帯主が22.2%、そのうち65歳以上が7.2%である。世帯ごとの平均人数は2.68人、家族ごとの平均人数は3.18人である。
18歳未満の未成年が31.6%、18歳以上24歳以下が11.6%、25歳以上44歳以下が34.4%、45歳以上64歳以下が13.4%、65歳以上が9.0%、平均年齢は28歳である。女性100人に対して男性は98.7人である。18歳以上の女性100人に対して男性は95.2人である。
この都市の世帯ごとの平均的な収入は36,641 USドルであり、家族ごとの平均的な収入は41,579 USドルである。男性は29,498 USドルに対して女性は21,633 USドルの平均的な収入がある。この都市の一人当たりの収入 (per capita income) は16,830 USドルである。人口の8.1%及び家族の9.3%の収入は貧困線以下である。全人口のうち18歳未満の11.2%及び65歳以上の5.4%は貧困線以下の生活を送っている。